# Odengatan, Jönköping
Odengatan är en gata på Öster i Jönköping.
Fram till början av 1900-talet fanns det inte några öst-västliga genomfartsgator på Kålgårdsområdet, som ligger söder om Tyska maden och Svenska maden i Kålgårdsområdet. Planer på en gata över maderna, den nuvarande Odengatan, togs med i 1854 års ramplan, och markinköp skedde efter hand över en lång period. År 1897 togs beslut om att anlägga Odengatan och den blev klar omkring 1910, något smalare än enligt ursprunglig plan. 
Odengatan byggdes från andra hälften av 1900-talet ut i omgångar till den främsta öst-västliga genomfartsleden för motortrafik genom östra centrum av staden, som efterträdare i den rollen till Östra Storgatan och Norra Strandgatan. Den är idag trafikmässigt kopplad till Kungsgatan och Munksjöbron på Väster och till trafikplatsen vid A6 och E4 i öster.

## Nuvarande och tidigare byggnader och anläggningar utmed Odengatan i urval
- Fisktorget
- Museiparken
- Frickska ridhuset
- Jönköpings läns museum
- Jönköpings stadsbibliotek
- Gamla missionshuset
- Arkivhuset
- Stora missionshuset
- Lindells vågfabrik, Odengatan 25
- Jönköping Östra station
- Erik Dahlbergsgymnasiet
- Skandinaviska gjuteriskolan
- Knektaparken

## Bildgalleri

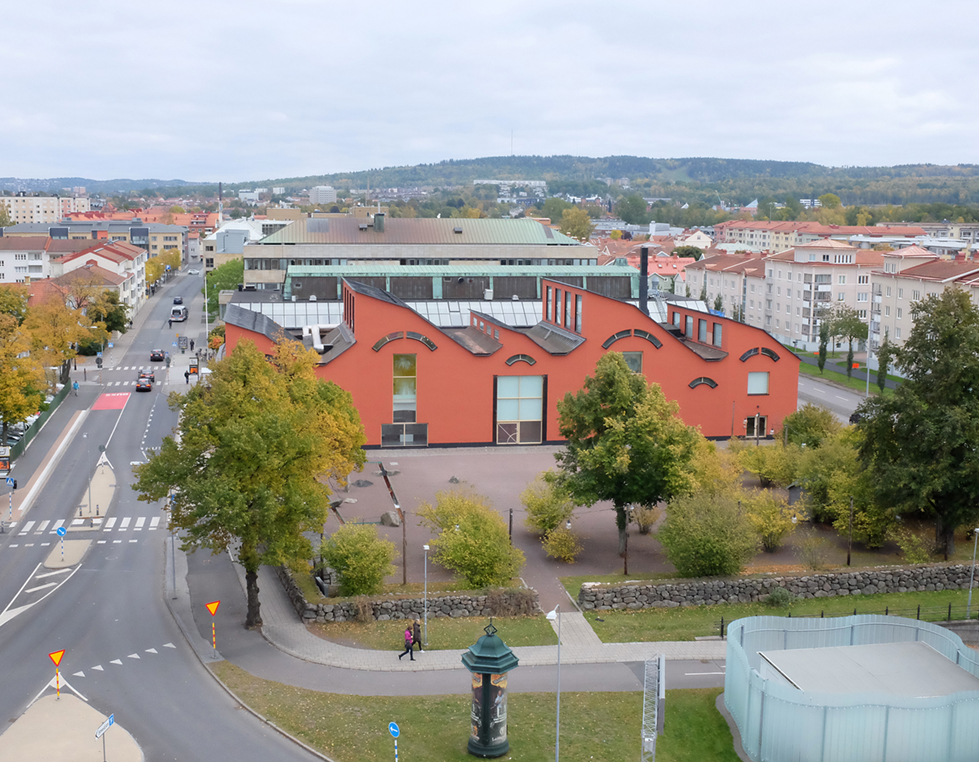
Museiparken och Jönköpings läns museum
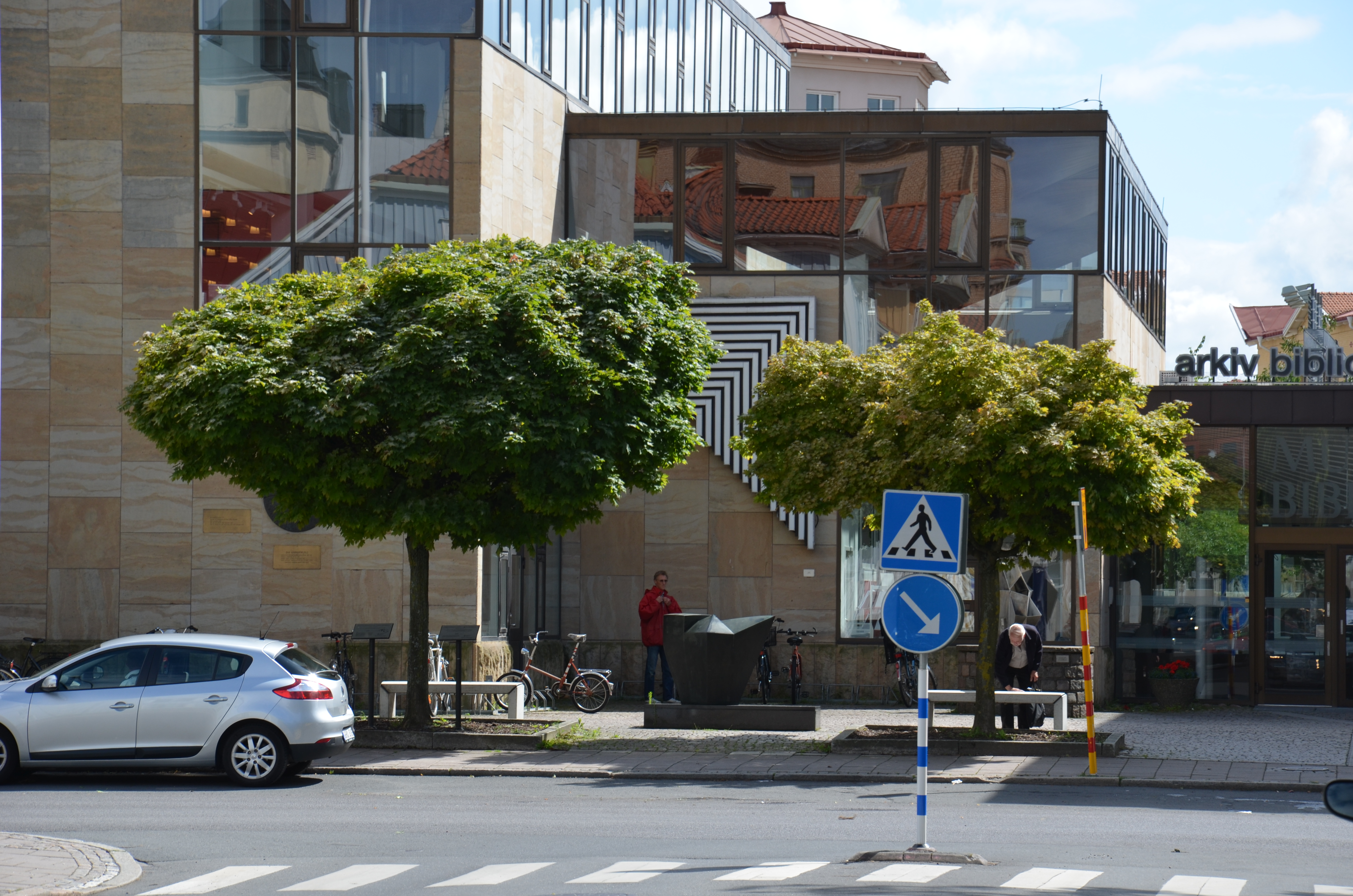
Jönköpings stadsbibliotek
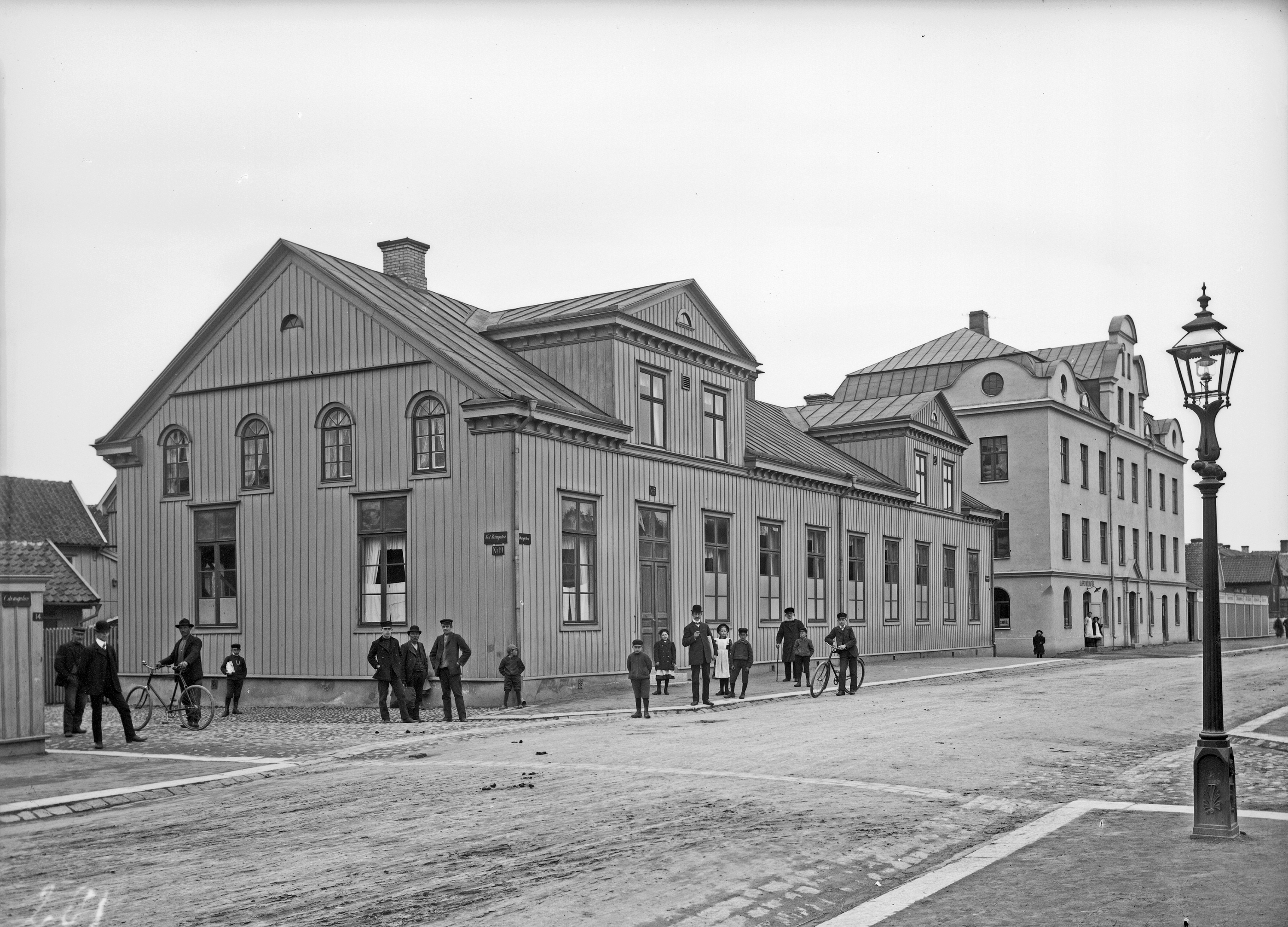
Gamla missionshuset
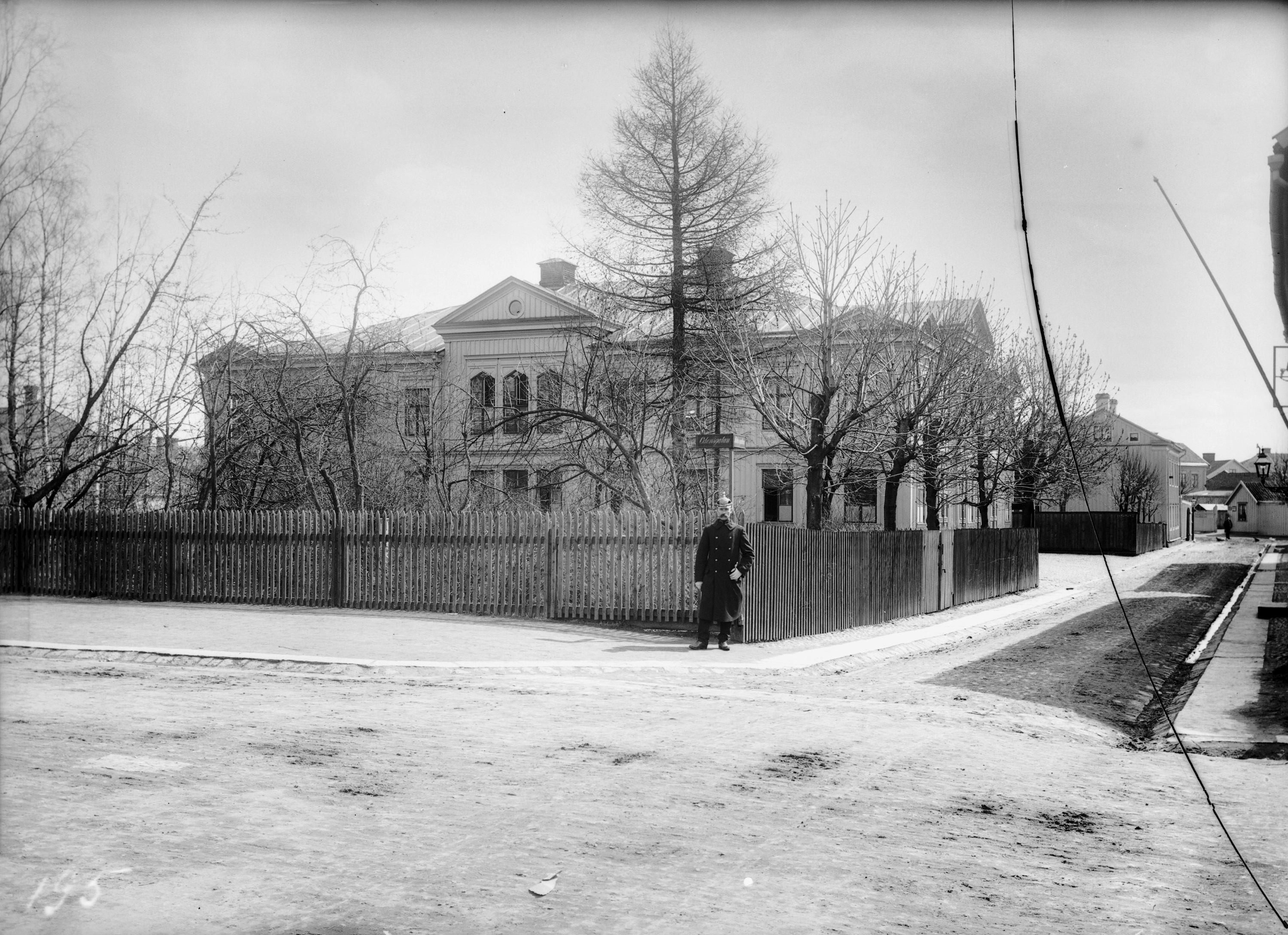
Stora missionshuset
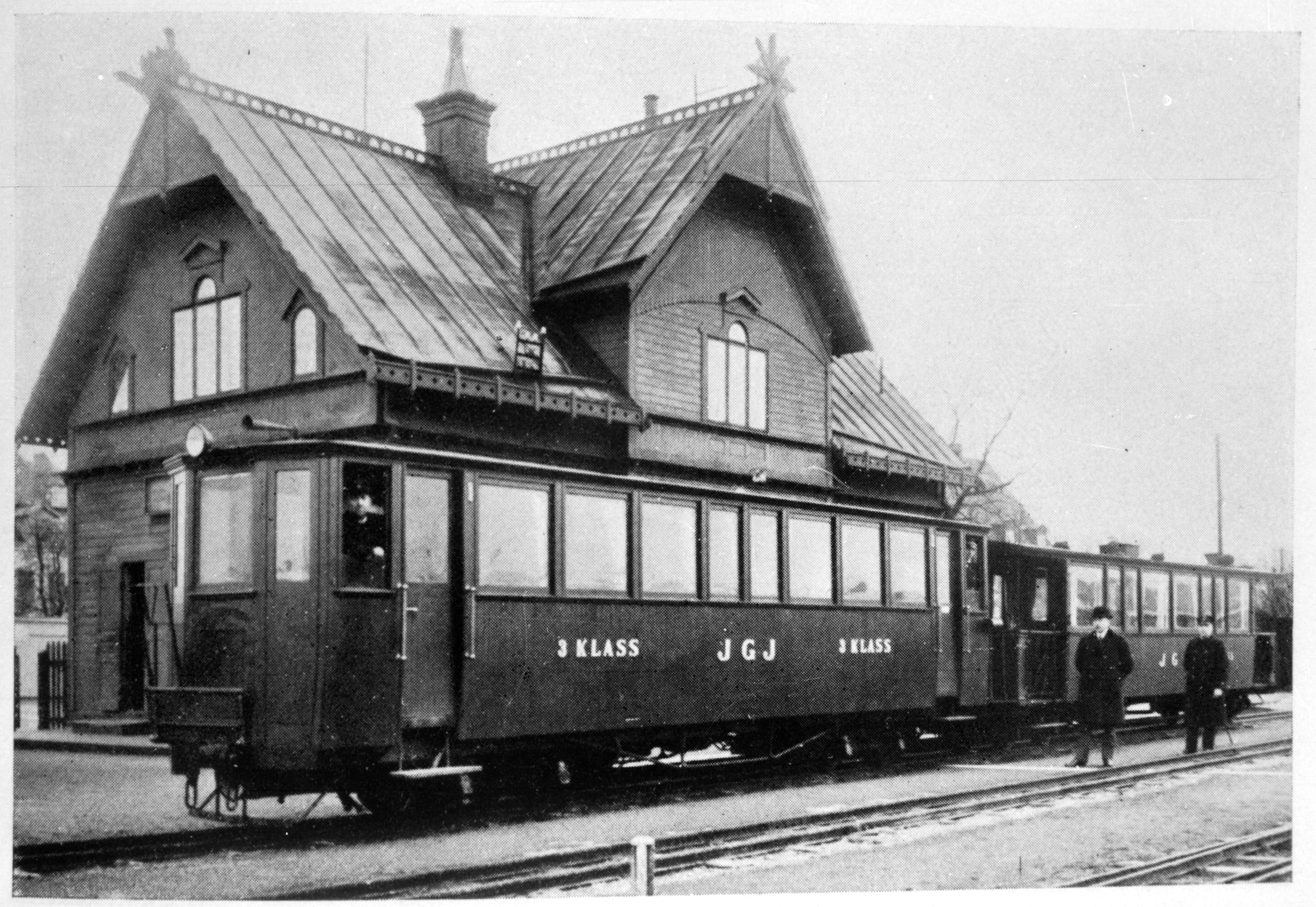
Jönköping Östra station
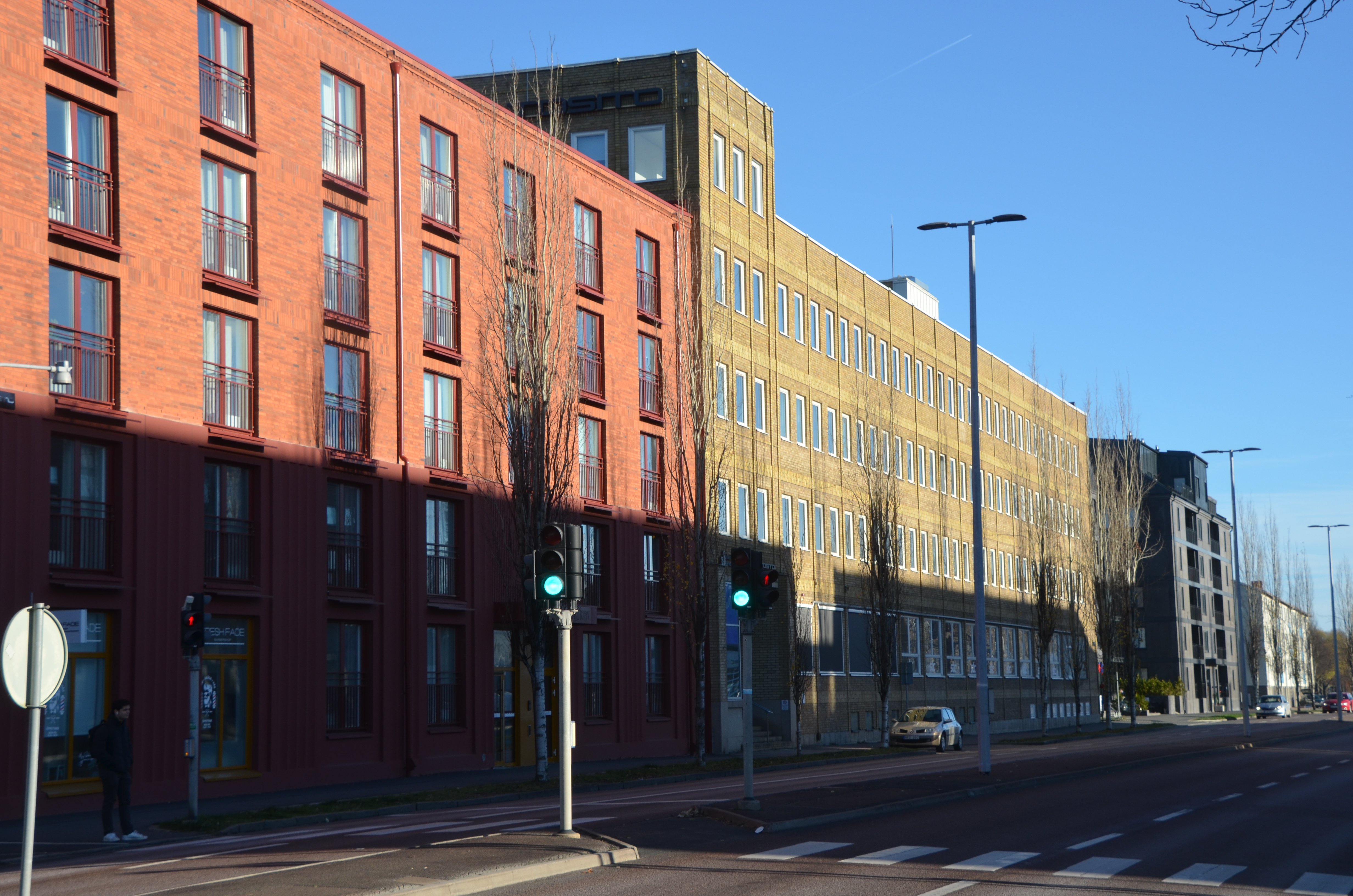
Saab Combitech Systemss tidigare fabriksbyggnad